# اولین ساموئل
اِوِلین ساموئل (انگلیسی: Evelin Samuel؛ زادهٔ ۱۳ مه ۱۹۷۵) یک خواننده زن اهل استونی است.
وی در مسابقه آواز یوروویژن ۱۹۹۹ به عنوان نماینده کشور استونی حضور داشته است.